# Bengt Hägglund

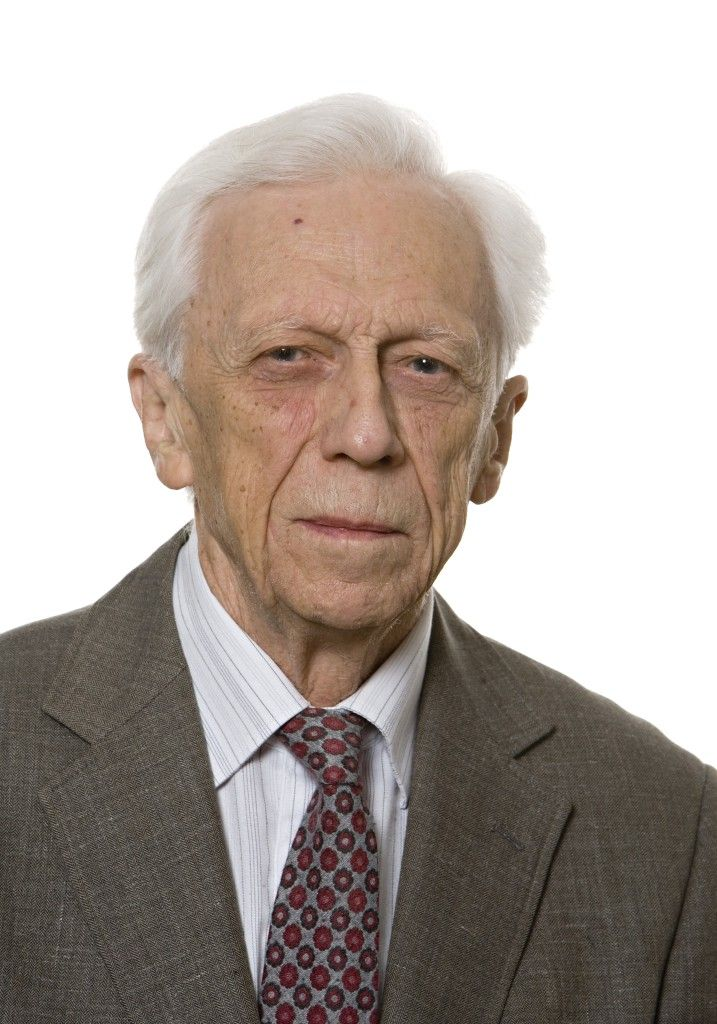
Bengt Hägglund.

Bengt Vilhelm Hägglund, född den 22 november 1920 i Höja församling, Kristianstads län, död den 8 mars 2015 i Lund, var en svensk teolog. Han var son till Henrik Hägglund.
Hägglund, som vid sin död var professor emeritus i kristendomens idéhistoria vid Lunds universitet, publicerade en rad böcker, varav Teologins historia är hans mest spridda publikation. Boken, översatt bland annat till tyska, engelska, ryska och portugisiska, utkom i sin första upplaga 1956.

## Biografi
Efter studentexamen 1938 skrev Hägglund in sig vid Lunds universitet, där han blev teologie kandidat 1943. Han prästvigdes 1944, blev teologie licentiat 1949 och teologie doktor 1951. Han blev samma år docent och 1958 tillförordnad professor i dogmatik. År 1958 var han Gastdozent i Heidelberg, 1960–69 forskardocent i Lund, 1966–67 gästföreläsare i Mainz samt bland annat i Leipzig, Rostock och Greifswald, 1980 undervisade han bland annat i Fort Wayne, Illinois. Åren 1969–87 var han professor i kristendomens idéhistoria i Lund.
År 1971 blev Hägglund DD honoris causa i Saint Louis och 1981 D. theol. honoris causa i Bochum. Åren 1968–90 var han deltagare i TARF, Wittenberg, och 1975–95 Vice-präzident i Luther-Akademie-Ratzeburg. År 2008 tilldelades han Hermann-Sasse-Preis, Oberursel. Hägglund invaldes som ledamot av Humanistiska Vetenskapssamfundet i Lund 1969.